# Podanychroma brevicorne
Podanychroma brevicorne là một loài bọ cánh cứng trong họ Cerambycidae.